# Resolució 1923 del Consell de Seguretat de les Nacions Unides
La Resolució 1923 del Consell de Seguretat de les Nacions Unides fou adoptada per unanimitat el 25 de maig de 2010. Després de recordar les resolucions 1769 (2007), 1778 (2007), 1834 (2008), 1861 (2009), 1913 (2010) i 1922 (2010), el va ampliar el mandat de la Missió de les Nacions Unides a la República Centreafricana i al Txad (MINURCAT) per un període final fins al 31 de desembre de 2010, amb la seva retirada completa en aquella data.
La retirada de MINURCAT va arribar després que el Txad demanés la seva sortida, titllant la força de "fracàs" i declarant que se n'encarregaria de les operacions de seguretat a la regió. Amnistia Internacional i l'Alt Comissionat de les Nacions Unides per als Refugiats van advertir que la retirada posaria en perill a milers de refugiats.

## Resolució

### Observacions
En el preàmbul de la resolució, el Consell va expressar la seva preocupació per les conseqüències del conflicte del Darfur a l'est de Txad i al nord-est de la República Centreafricana, incloses les activitats armades i el bandolerisme que provocava violacions dels drets humans i del dret internacional humanitari. Va acollir amb beneplàcit el desplegament per part de Txad i Sudan d'una força fronterera conjunta, però va subratllar que una solució adequada del problema del Darfur mitjançant l'aplicació de tots els acords pertinents contribuiria a la pau i l'estabilitat a llarg termini. També va insistir en la necessitat de solucions duradores per als refugiats i persones desplaçades, i va assenyalar la Convenció relativa a l'estatut dels refugiats en aquest sentit.
La resolució també exigia el respecte del dret internacional dels refugiats, la preservació de la naturalesa humanitària dels camps de refugiats i la prevenció del reclutament de dones i nens, i va recordar diverses resolucions anteriors a aquest efecte. Va assenyalar que les sol·licituds del govern del Txad per a la retirada de MINURCAT i de la necessitat de la reducció ordenada de l'operació.

### Actes
El Consell de Seguretat, ampliant el mandat de la MINURCAT per un període final, va assenyalar que el Txad seria responsable de la protecció de la població civil a l'est de Txad, inclòs el personal humanitari i de les Nacions Unides. A més, va demanar al Txad que actués a aquest respecte, per exemple, mitjançant la desmilitarització dels camps de refugiats. El Consell va demanar al Txad i a les Nacions Unides que avaluessin la situació sobre el terreny amb una periodicitat mensual.
El Consell va decidir reduir el component militar de MINURCAT a 2.200 (1.900 al Txad i 300 a la República Centreafricana) amb 25 observadors militars i un màxim de 300 policies. El Secretari General de les Nacions Unides Ban Ki-moon va ser convocat a implementar la primera retirada del nombre excessiu de tropes abans del 15 de juliol de 2010 i la resta les tropes començarien el 15 d'octubre de 2010 i finalitzarien el 31 de desembre de 2010.
Pel que restava del seu mandat, la MINURCAT podria continuar ajudant amb l'organització i la formació del Détachement Intégré de Sécurité (DIS) del Txad, ajudar en els esforços per traslladar els camps de refugiats fora de la frontera; establir contacte amb altres estructures de seguretat tant al Txad com a la República Centreafricana; i contribuir a la protecció dels drets civils i l'estat de dret. Fins al 15 d'octubre de 2010 el MINURCAT proporcionaria seguretat al personal de les Nacions Unides o als treballadors humanitaris i respondria a les amenaces, mentre que totes les parts havien de garantir la seva llibertat de moviments per permetre'l complir el seu mandat.
La resolució va donar la benvinguda a la normalització de les relacions diplomàtiques entre el Txad i Sudan. Al mateix temps, va demanar als governs de la regió que prohibissin que el seu territori fos utilitzat per grups armats per atacar altres països.
Finalment, es va demanar al Secretari General que proporcionés informes periòdics al Consell abans del 31 de juliol, el 15 d'octubre i el 15 de desembre de 2010 sobre la seguretat i la situació humanitària de la regió. En el seu informe de juliol, el secretari general va proporcionar opcions internacionals i regionals per a la República Centreafricana després de la sortida de MINURCAT, i en el seu informe de desembre per avaluar les lliçons apreses en el context de MINURCAT.